# マツダ・G型エンジン
マツダ・G型エンジン（マツダ・Gがたエンジン）は、マツダによって1989年（平成元年）から製造されている2.5 L - 2.6 Lの直列4気筒またはV型6気筒ガソリンエンジンである。主に北米市場のピックアップトラックや日本市場のミニバン向けに製造されたもので、直列4気筒エンジンについては1989年（平成元年）以前に三菱自動車工業からOEM供給を受けていた三菱・4G5系エンジンを参考として開発されている。

## G54B
マツダ・B2600に最初に採用されたエンジン。キャブレター仕様の2,555 ccSOHCエンジンで、その内訳は三菱製の同型エンジンとほぼ変わらない物である。1986年（昭和61年）から1988年（昭和63年）まで搭載された。

## G6-E
1989年（平成元年）に三菱製のG54Bを参考に独自開発されたエンジン。排気量が2,605 ccに拡大され、燃料供給には新たに燃料噴射装置を採用、121馬力を発揮した。吸気をシリンダーヘッド右側、排気を左側とするクロスフローレイアウトで、三菱製4G5系エンジンとは正反対の吸排気レイアウトとなった。1988年（昭和63年）から1993年（平成5年）に掛けて北米仕様のB2600に搭載され、後に排気量を2,494 ccに縮小し、日本国内の税制区分に合わせたG5-Eエンジンも開発された。
G6-Eは、北米市場のBシリーズにおいてはフォード製2.5 L直列4気筒に置き換えられて姿を消しているが、中南米やアフリカ、オセアニア向けのBシリーズの一部に残り、2006年（平成18年）のマツダ・BT-50発表以降も、コロンビアやエクアドルなどの現地法人で生産されるモデルに、2011年頃まで引き続き採用された。

## G5-E
1995年（平成7年）に開発された、G6-Eをベースに排気量を2,494 ccに縮小したエンジン。120馬力を発揮し、1995年（平成7年）から1998年（平成10年）の北米仕様MPVやB2500Dなどに搭載された。しかし、1999年（平成11年）以降はV型6気筒のGY-DEエンジンに置き換えられ、その役目を終えている。

## GY-DE
1999年（平成11年）に登場した最後のG型エンジン。これまでのものと異なり、フォード社が開発したデュラテックエンジンをベースとした2,500ccのV型6気筒DOHC24バルブガソリンエンジンとなっている。2002年（平成13年）まで2代目MPVなどに搭載された。